# VARD 9 28
VARD 9 28 bezeichnet einen Schwergutfrachtschiffstyp.

## Geschichte
Der Schiffstyp wurde von Vard Design entworfen. Von dem Schiffstyp wurden im Juli 2016 drei Einheiten bestellt, die auf der Vard-Werft in Brăila, Rumänien, für die Reederei Kazmortransflot in Aqtau, Kasachstan, gebaut wurden.
Die Schiffe wurden für den Transport vorgefertigter Module von Quryq nach Prorva für die Erweiterung des Tengiz-Ölfeldes im Kaspischen Meer gebaut. Da sie mit 21 m Breite für die Passage des Wolga-Don-Kanals zu breit sind, wurden nach der Fertigstellung der Schiffe in einer Werft in Tuzla in der Türkei Teile der Rümpfe wieder entfernt und die Schiffsbreite auf 16 m beschränkt. Die Schiffe wurden anschließend ins Kaspische Meer geschleppt und auf der Werft Baku Shipyard wieder zusammengebaut.
Nach Abschluss des von 2018 bis 2020 durchgeführten Projektes wurde die Barys für den Transport von Containern umgerüstet.

## Beschreibung
Die Schiffe werden dieselelektrisch durch zwei Elektromotoren mit jeweils 1200 kW Leistung angetrieben. Die Elektromotoren treiben zwei Schottel-Ruderpropeller an. Die Schiffe sind mit zwei Bugstrahlrudern ausgestattet. Für die Stromerzeugung stehen drei von Caterpillar-Dieselmotoren des Typs C32 mit jeweils 994 kW Leistung angetriebene Generatoren zur Verfügung.
Die Schiffe verfügen über ein offenes Ladungsdeck. Die für den Containertransport umgerüstete Barys kann 350 TEU befördern. Auf dem Ladungsdeck können zehn 20-Fuß-Container hintereinander, sieben Container nebeneinander und bis zu fünf Lagen übereinander geladen werden.
Die Decksaufbauten mit den Einrichtungen für die Schiffsbesatzung und der Brücke befinden sich im vorderen Bereich der Schiffe.

## Schiffe
| VARD 9 28 | VARD 9 28 | VARD 9 28  | VARD 9 28                                        |
| Bauname   | Baunummer | IMO-Nummer | Kiellegung Stapellauf Ablieferung                |
| --------- | --------- | ---------- | ------------------------------------------------ |
| Barys     | 852       | 9814521    | 4. Oktober 2016 12. Mai 2017 10. August 2017     |
| Berkut    | 853       | 9814533    | 27. Oktober 2016 15. Juni 2017 30. August 2017   |
| Sunkar    | 854       | 9814545    | 2. November 2016 6. Oktober 2017 16. Januar 2018 |

Die Schiffe fahren unter der Flagge von Kasachstan, Heimathafen ist Aqtau.